# Jacob M. Howard

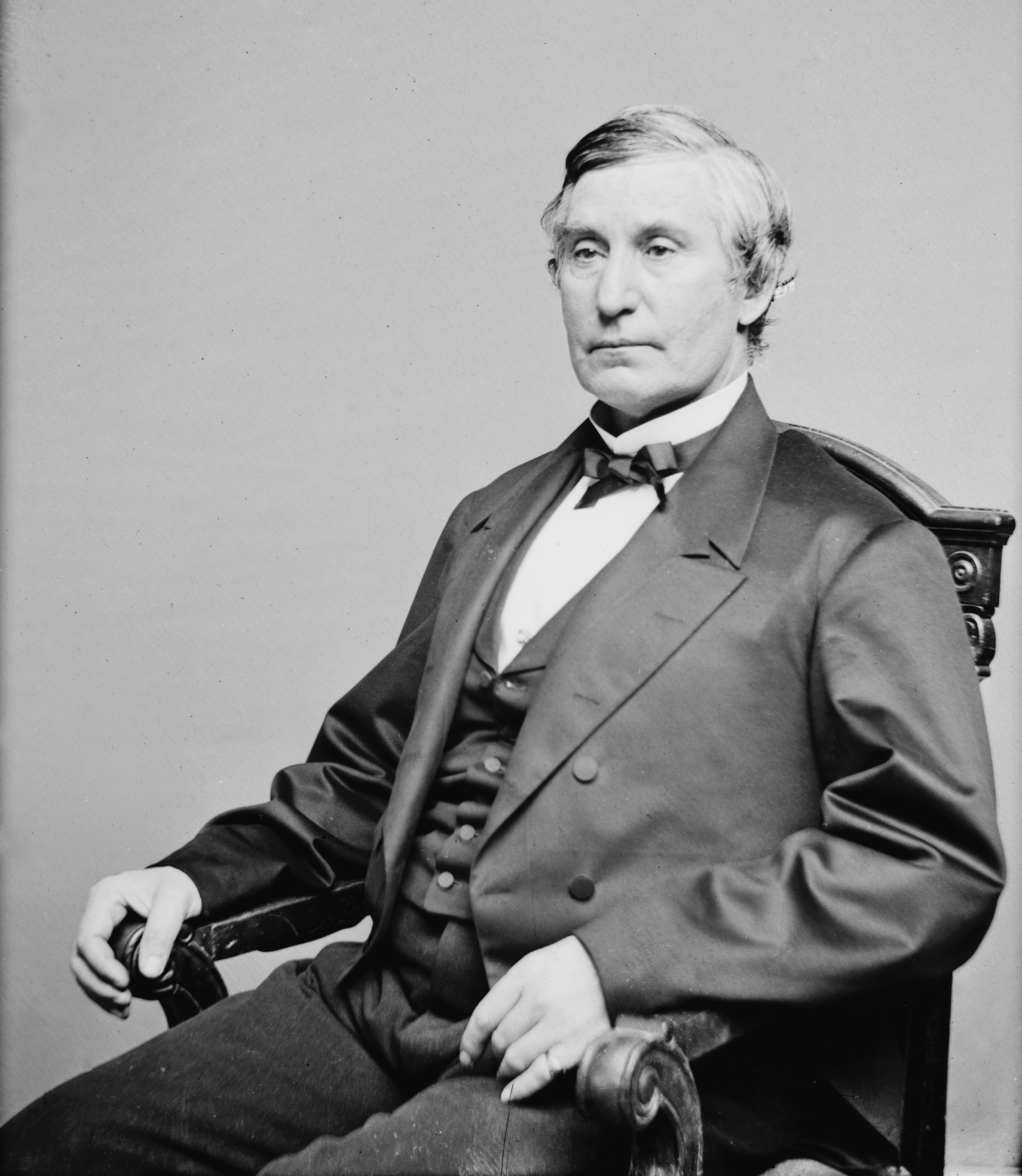
Jacob M. Howard

Jacob Merritt Howard, född 10 juli 1805 i Shaftsbury, Vermont, död 2 april 1871 i Detroit, Michigan, var en amerikansk politiker. Han representerade delstaten Michigan i båda kamrarna av USA:s kongress, först i representanthuset 1841–1843 och sedan i senaten 1863–1871.
Howard utexaminerades 1830 från Williams College. Han studerade sedan juridik och inledde 1833 sin karriär som advokat i Detroit. Han var 1834 stadsåklagare i Detroit.
Howard gick med i Whigpartiet. Han blev invald i USA:s representanthus i kongressvalet 1840. Han ställde inte upp för omval i kongressvalet 1842.
Howard var med om att grunda Republikanska partiet år 1854. Han var delstatens justitieminister 1855–1861. Senator Kinsley S. Bingham avled 1861 i ämbetet och Howard tillträdde som senator den 17 januari 1862. Han efterträddes i mars 1871 av Thomas W. Ferry. Howard avled en knapp månad senare och gravsattes på Elmwood Cemetery i Detroit.